# Ermita de Santa Bàrbara (la Mata)
L'ermita de Santa Bàrbara o Bàrbera és un temple catòlic situat a 3 km de la Mata de Morella, camí de Cinctorres, pròxima a el riu Cantavella. Per accedir-hi cal anar per la carretera CV-120 que uneix la Mata amb la Todolella.
L'ermita està catalogada com a Bé de Rellevància Local, amb codi identificatiu 12.01.075-005, segons la Disposició Addicional Cinquena de la Llei 5/2007, de 9 de febrer, de la Generalitat, de modificació de la Llei 4/1998, de 11 de juny, del Patrimoni Cultural Valencià (DOCV Núm. 5.449 / 13/02/2007).

## Història i descripció
Es tracta d'una petita ermita datada de segle xvi, encara que reformada durant el segle xvii, amb unes mesures d'uns 25 metres de profunditat per uns 10 d'amplada, construïda en maçoneria reforçada en les cantonades amb carreus, contraforts i amb una coberta a dues aigües acabada en teula àrab, amb un important ràfec ceràmic decorat. Presenta a més una petita espadanya en la testera d'entrada.
Interessant conjunt format per la primitiva ermita, edifici contigu, un pati tancat per un mur (en el centre subsisteix el peu de carreus d'una creu primitiva) i un petit cobert.
Interiorment, l'ermita és d'una sola nau de planta rectangular i distribuïda en cinc crugies. L'accés a el temple es fa per als peus de la nau, amb porta de fusta en arc de mig punt amb portada de pedra rematada per fornícula buida, i en la part interior superior hi ha el cor omplint la primera crugia. En la tercera crugia es pot observar a la dreta un altre accés lateral a l'edifici, que, sota arc adovellat condueix a un passatge que porta també a l'habitatge contigu; mentre que en l'última crugia se situa l'altar amb l'absis recte, amb la sagristia situada a l'esquerra.
Poden observar pilastres i voltes de maó de pla que encara presenten la decoració original, tot i no conservar-se la talla renaixentista de segle xvi de la titular i la predel·la d'un retaule de segle xv dedicat a sant Antoni i santa Bàrbara, atribuït a Valentí Montoliu.

## Festes
És un lloc en el qual es realitzen diverses romeries, havent de destacar la realitzada durant el mes d'agost, així com la que es porta a terme en el dia de la festivitat de la santa el 4 de desembre.
Pràcticament fins a 1950 se celebrava en el seu exterior un mercat setmanal per als habitants de les masies veïnes.
A més hi ha una llegenda segons la qual tota persona inscrita en el Llibre de la Confraria a canvi d'almoines, no moria per la caiguda d'un llamp; raó per la qual era tradicional que el santer recorregués la zona apuntant als devots en ell.